# Бренден Діллон
Бренден Діллон (англ. Brenden Dillon; нар. 13 листопада 1990, Суррей) — канадський хокеїст, захисник клубу НХЛ «Вашингтон Кепіталс». Гравець збірної команди Канади.

## Ігрова кар'єра
Хокейну кар'єру розпочав 2007 року виступами за клуб «Сієтл Тандербердс» (ЗХЛ) у складі якого відіграв чотири сезони.
З 2010 року захищав кольори «Техас Старс».
1 березня 2011, як вільний агент Бренден уклав трирічний контракт з «Даллас Старс».
21 листопада 2014, Брендена обмініють на Джейсона Демерса в рамках обміну з командою «Сан-Хосе Шаркс».
29 червня 2015 року Діллон укла п'ятирічний контракт з «акулами» до кінця сезону 2019–20 років.
5 грудня 2017 року Брендена відсторонили на один матч бійку в матчі проти «Вашингтон Кепіталс».
18 лютого 2020 року канадця обміняли на вибори Драфту НХЛ 2020 у двох раундах до клубу «Вашингтон Кепіталс».
Виступав за національну збірну Канади на чемпіонаті світу 2013 року, де відзначився одним голом.

## Статистика

### Клубні виступи
| Сезон        | Клуб                | Ліга         | Регулярний сезон | Регулярний сезон | Регулярний сезон | Регулярний сезон | Регулярний сезон | Плей-оф | Плей-оф | Плей-оф | Плей-оф | Плей-оф |
| Сезон        | Клуб                | Ліга         | І                | Г                | П                | О                | ШХ               | І       | Г       | П       | О       | ШХ      |
| ------------ | ------------------- | ------------ | ---------------- | ---------------- | ---------------- | ---------------- | ---------------- | ------- | ------- | ------- | ------- | ------- |
| 2006–07      | «Хоп Айсбрікерс»    | ТЮХЛ         | 45               | 4                | 27               | 31               | 38               | 2       | 0       | 0       | 0       | 0       |
| 2007–08      | «Сієтл Тандербердс» | ЗХЛ          | 71               | 1                | 10               | 11               | 54               | 12      | 0       | 2       | 2       | 21      |
| 2008–09      | «Сієтл Тандербердс» | ЗХЛ          | 70               | 0                | 10               | 10               | 68               | 5       | 0       | 1       | 1       | 6       |
| 2009–10      | «Сієтл Тандербердс» | ЗХЛ          | 67               | 2                | 12               | 14               | 101              | —       | —       | —       | —       | —       |
| 2010–11      | «Сієтл Тандербердс» | ЗХЛ          | 72               | 8                | 51               | 59               | 139              | —       | —       | —       | —       | —       |
| 2010–11      | «Техас Старс»       | АХЛ          | 10               | 0                | 0                | 0                | 8                | 6       | 0       | 2       | 2       | 7       |
| 2011–12      | «Техас Старс»       | АХЛ          | 76               | 6                | 23               | 29               | 97               | —       | —       | —       | —       | —       |
| 2011–12      | «Даллас Старс»      | НХЛ          | 1                | 0                | 0                | 0                | 0                | —       | —       | —       | —       | —       |
| 2012–13      | «Техас Старс»       | АХЛ          | 37               | 3                | 11               | 14               | 45               | —       | —       | —       | —       | —       |
| 2012–13      | «Даллас Старс»      | НХЛ          | 48               | 3                | 5                | 8                | 65               | —       | —       | —       | —       | —       |
| 2013–14      | «Даллас Старс»      | НХЛ          | 80               | 6                | 11               | 17               | 86               | 2       | 0       | 0       | 0       | 2       |
| 2014–15      | «Даллас Старс»      | НХЛ          | 20               | 0                | 1                | 1                | 23               | —       | —       | —       | —       | —       |
| 2014–15      | «Сан-Хосе Шаркс»    | НХЛ          | 60               | 2                | 7                | 9                | 54               | —       | —       | —       | —       | —       |
| 2015–16      | «Сан-Хосе Шаркс»    | НХЛ          | 76               | 2                | 9                | 11               | 61               | 24      | 0       | 2       | 2       | 11      |
| 2016–17      | «Сан-Хосе Шаркс»    | НХЛ          | 81               | 2                | 8                | 10               | 60               | 6       | 0       | 1       | 1       | 4       |
| 2017–18      | «Сан-Хосе Шаркс»    | НХЛ          | 81               | 5                | 17               | 22               | 60               | 10      | 0       | 4       | 4       | 32      |
| 2018–19      | «Сан-Хосе Шаркс»    | НХЛ          | 82               | 1                | 21               | 22               | 61               | 20      | 0       | 2       | 2       | 24      |
| 2019–20      | «Сан-Хосе Шаркс»    | НХЛ          | 59               | 1                | 13               | 14               | 83               | —       | —       | —       | —       | —       |
| Усього в НХЛ | Усього в НХЛ        | Усього в НХЛ | 588              | 22               | 92               | 114              | 553              | 62      | 0       | 9       | 9       | 73      |

### Збірна
| Рік                | Команда            | Турнір             | Місце              | І | Г | П | О | ШХ |
| ------------------ | ------------------ | ------------------ | ------------------ | - | - | - | - | -- |
| 2013               | Канада             | ЧС                 | 5-е                | 8 | 1 | 0 | 1 | 0  |
| Національна збірна | Національна збірна | Національна збірна | Національна збірна | 8 | 1 | 0 | 1 | 0  |